# Sursum corda
Pour les articles homonymes, voir Corda.

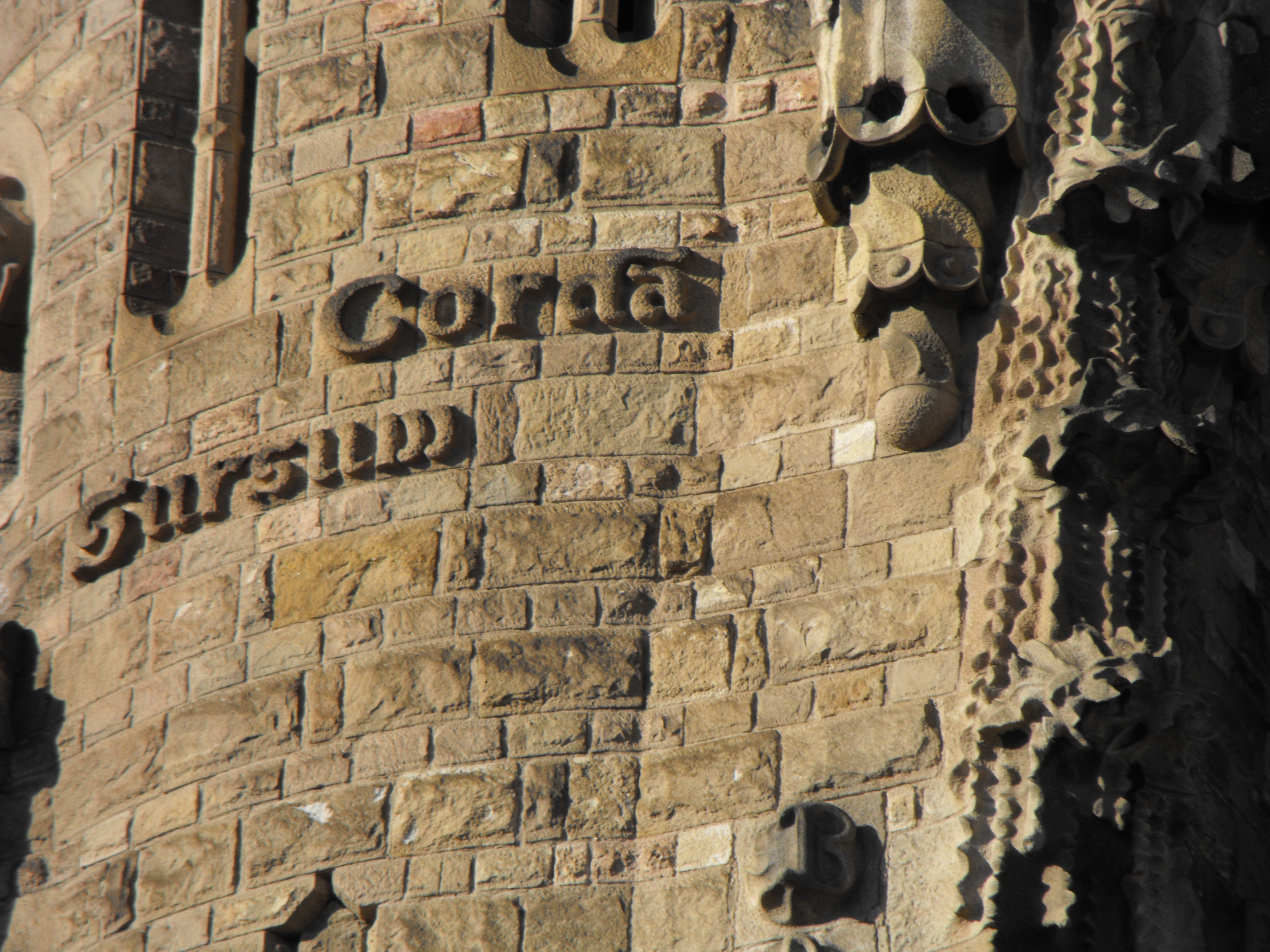
Texte :
formulaire latin ;
Usage liturgique :
introduction de la Préface ;
Origine :
inconnue ;
Rite :
rite romain, rite byzantin, rite ambrosien, rite gallican, rite mozarabe, rite de Sarum, rite anglican et le reste ;
Document le plus ancien :
Tradition apostolique (215).
Image :
inscription sur une tour de la Sagrada Família à Barcelone, en qualité de la prière eucharistique.

La locution Sursum corda (latin pour Élevons les cœurs) est une expression latine appartenant au rite romain de l'Église Catholique. Elle sert d'introduction dialogale dans la messe, juste avant la préface qui ouvre la prière eucharistique (ou anaphore) dans la plupart des célébrations liturgiques des églises chrétiennes,.

## Origine

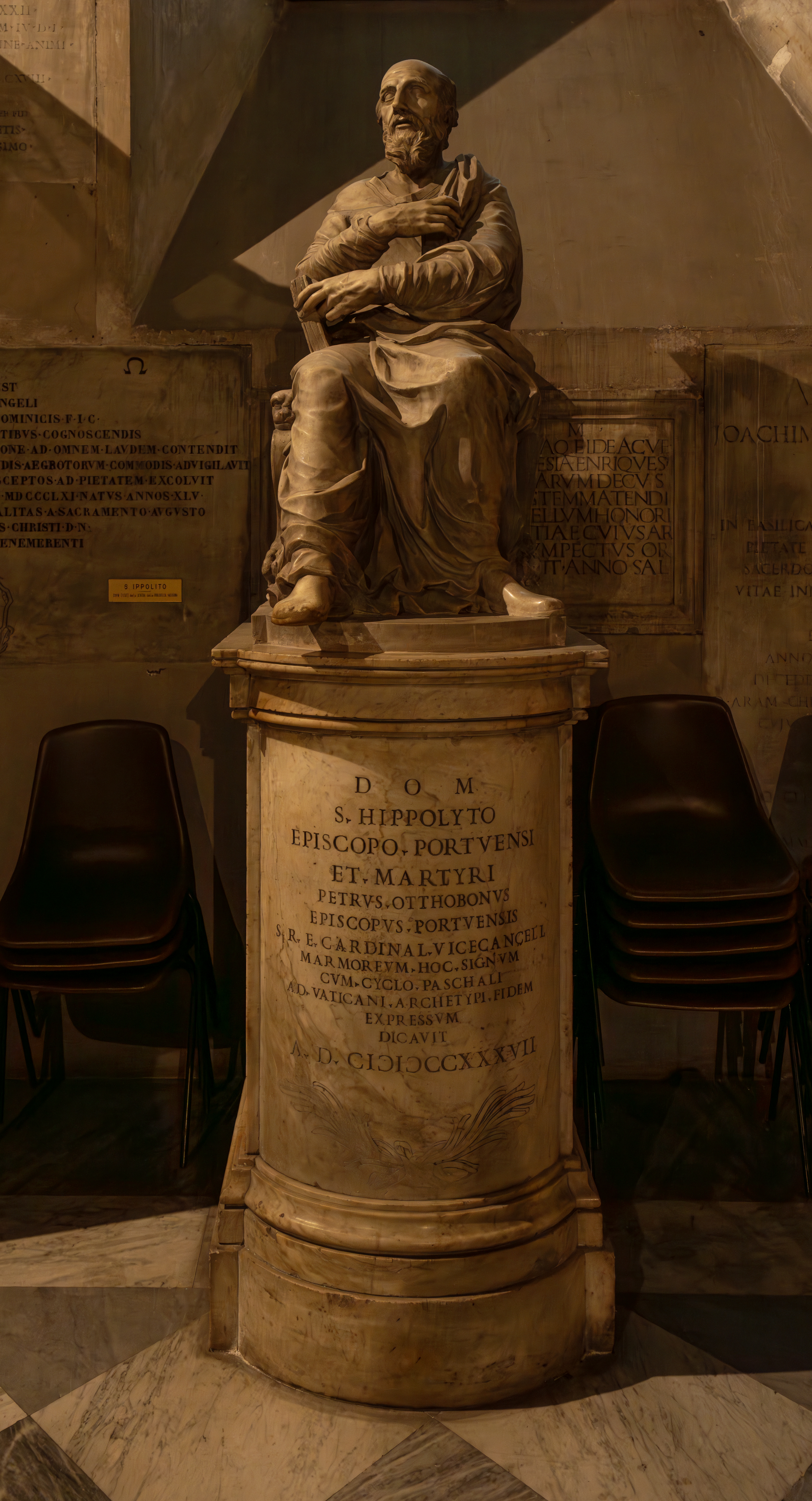
Sur le dos de cette statue du IIIe siècle, actuellement à la Bibliothèque apostolique vaticane, se trouvent les œuvres d'Hippolyte de Rome y compris le titre de Traditio apostolica en grec. Cette statue était contemporaine de la Traditio apostolica et d'Hippolyte, car sur le trône, il y a un calendrier de Pâques à la base de la souveraineté de l'empereur romain Sévère Alexandre (208 - 222 - † 235), donc à partir de 222 et jusqu'à 333. En bref, lorsque cette statue fut sculptée, vivait encore Hippolyte de Rome qui mentionnait le Sursum corda.

L'origine exacte du formulaire Sursum corda reste inconnue. Dans les archives, le texte le plus ancien est celui de la Traditio apostolica (Tradition apostolique) écrit en 215. Selon une statue retrouvée en 1551, l'auteur en serait Hippolyte de Rome ; cependant, plusieurs chercheurs contemporains contestent cette attribution. Le texte grec original a été perdu. Seule nous est parvenue la version latine, dont le texte a peu varié au fil des siècles, à l'exception de Gratias agamus domino auquel manque Deo nostro . Selon C. A. Bouman (1950), l'une des versions latines les plus proches de la version grecque originelle est le texte de l'ordination de nouvel évêque, copié sur un palimpseste de Vérone, et sans doute utilisé à Rome vers 215 sous le pontificat de Zéphyrin :
- Célébrant : Dominus vobiscum.
- Assemblée : Et omnes dicant Et cum spiritu tuo.
- Célébrant : Su[r]sum corda.
- Assemblée : Habemus ad Dominum.
- Célébrant : Gratias agimus Domino.
- Assemblée : Dignum et justum est[jf 7].

La détermination de l'origine de la Traditio apostolica, qui n'est pas encore achevée, est d'une grande importance. Car, si Hippolyte était l'auteur exact, le formulaire Sursum corda peut être issu de l'héritage de l'ancienne église de Rome. Ce qui reste certain est cependant qu'Hippolyte était le premier témoin concret de son usage à Rome.
Un autre témoignage est la mention de saint Cyprien de Carthage, De dominica oratione (De la prière dominicale), chapitre XXXI, rédigée en 251, :
C'est pourquoi, avant oraison, le sacerdoce prépare dans la préface l'esprit des frères en disant : « Sursum corda », ce à quoi le peuple répond : « habemus ad dominum » ,.
Il est à noter que, dans ce IIIe siècle, l'évêque de l'église d'Occident était autorisé à composer sa propre prière de l'Eucharistie. Le formulaire de dialogue fut officiellement fixé un peu plus tard.
Désormais étaient nombreux les commentaires théologiques sur ce sujet, écrits par des pères spirituels, grâce auxquels le sens du formulaire dans la liturgie fut profondément et sans cesse approfondi : saint et Docteur de l'Église Cyrille de Jérusalem († 387), saint Théodore de Mopsueste († 428), saint et Docteur de l'Église Jean Chrysostome († 407) et notamment saint et Docteur de l'Église Augustin d'Hippone († 430), ce qui présente son importance dans la liturgie chrétienne.

## Rite romain et son texte
Auprès du rite romain, l'usage de Sursum corda était assez ancien, quelle que soit l'origine. Ainsi, la bibliothèque municipale de Cambrai possède un sacramentaire daté du 813. Ce manuscrit 164, qui est considéré comme une copie fidèle à un sacramentaire octroyé par le pape Adrien Ier à Charlemagne, contient exactement le texte en usage jusqu'ici . Il s'agit d'un manuscrit du Sacramentarium Gregorianum Hadrianum (sacramentaire romano-franc), qui devint en direct la base de la messe actuelle selon le rite romain y compris Sursum corda. 
- Célébrant : Per omnia sæcula sæculorum.
- Assemblée : Amen.
- Célébrant : Dominus vobiscum.
- Assemblée : Et cum spiritu tuo.
- Célébrant : Sursum corda.
- Assemblée : Habemus ad Dominum.
- Célébrant : Gratias agimus Domino Deo nostro.
- Assemblée : Dignum et justum est[7].

La traduction utilisée en français est généralement la suivante :
- Célébrant : Pour les siècles des siècles.
- Assemblée : Amen.
- Célébrant : Le Seigneur soit avec vous.
- Assemblée : Et avec votre esprit.
- Célébrant : Élevons notre cœur.
- Assemblée : Nous le tournons vers le Seigneur.
- Célébrant : Rendons grâce au Seigneur notre Dieu.
- Assemblée : Cela est juste et bon[7].

Le manuscrit le plus ancien du rite romain date de l'année 750 environ, également copié en Gaule. Il s'agit du manuscrit Vaticanus Reginensis 316, conservé à la Bibliothèque apostolique vaticane et d'un exemplaire de sacramentaire gélasien (manuscrit) /  (transcription) :
INCIP[IT] CANO[N] ACCIONIS

Sursu[m] corda. R/ Habemus ad d[omi]n[u]m.

Gratias agimus d[omi]n[u]m d[e]o n[ostr]o. R/ Dignu[m] et iustu[m] est.
Par les études d'Antoine Chavasse (1958) et de Jean Deshusses (1971), l'origine de ces deux sacramentaires fut attribuée à un sacramentaire hypothétique et disparu, dit sacramentaire prégélasien et prégrégorien . C'est pourquoi les deux textes sont quasiment identiques.
Il est à noter que, dans l’Ordo romanus primus, rituel de la messe célébrée par le pape et qui avait été rédigé entre la fin du VIIe siècle et le début du VIIIe siècle, le Sursum corda était partiellement mentionné : « Per omnia sæcula, aut Sursum corda, aut Gratias ». Comme le mot latin aut signifie ou, il s'agissait d'une façon plus simple. L’Ordo précisait encore que le célébrant faisait son répons jusqu'à ce que le chœur commence l'hymne angelique Sanctus, sans spécifier le texte exact.

## Trois membres dans le formulaireSursum corda
Ce formulaire se construit de trois membres en dialogue, qui est certainement issu de la spiritualité chrétienne en présence du sacrifice eucharistique. En dépit d'un simple formulaire, sa composition est assez compliqué : mélange des textes inspirés par l'Ancien Testament et le Nouveau Testament ainsi que, selon un certain nombre de spécialistes, de la tradition de la liturgie juive.  
1. Dominus vobiscum. R/ Et cum spiritu tuo.
Le premier terme est un passage du Livre de Ruth chapitre II, 4 : « et ecce ipse veniebat de Bethleem dixitque messoribus Dominus viscum » (le mot de Boaz aux moissonneurs)[pg 4]. La réponse de l'assemblée demeure tout à fait une création dans le contexte du christianisme, avec le terme Esprit-Saint. Il semble que ce court répons fût inspiré par la deuxième épître aux Corinthiens chapitre XIII, 13 « et communicatio Sancti Spiritus sit cum omnibus vobis. »[pg 4] (que ... et la communication du Saint-Esprit, soient avec vous tous).
2. Sursum corda. R/ Habemus ad Dominum.
Ce deuxième membre aurait été inspiré par le Livre des Lamentations III, 41 : « levemus corda nostra cum manibus ad Dominum in cælos. »[pg 4],[jf 14],[pg 5]. S'il n'est pas certain que ce membre soit issu du judaïsme (aucun formulaire juif), il existe une piété synagogale qui s'appelle kavanah : « diriger le cœur vers le Père qui est au ciel »[pg 4]. Néanmoins, ce point de vue est toujours disputé par les chercheurs qui considèrent qu'il s'agit tout à fait de la tradition chrétienne[pg 3].
3. Gratias agamus Domino Deo nostro. R/ Dignum et iustum est.
Ce membre d'invitation par le célébrant est présumé, en fait, comme un rituel juif pratiqué en faveur de la bénédiction[pg 1]. Au contraire, le répons de l'assemblée n'est pas identique à celui du judaïsme. En dépit des recherches des spécialistes, on ignore son origine de texte[pg 1].

## Sursum cordadans la structure de la préface
Dans ses catéchèses, Cyrille de Jérusalem († 387) expliquait le mystère de la préface qui est bien structurée. Le Sursum corda précédant celle-ci est, d'après lui, le commandement spirituel avant de chanter le Sanctus qui suit la préface. Lorsque l'assemblée écoute et accepte ce commandement de tout cœur, elle se prépare à participer au chœur céleste des anges chantant le Sanctus (Livre d'Isaïe VI, 3), qui fit comprendre la surnature dans la liturgie de l'Eucharistie, dont le sommet est la transsubstantiation.

## Usages issus du rite romain
Cette prière est en outre utilisée auprès de l'église anglicane qui adopta le Sursum corda en traduction anglaise. En effet, le premier livre de chant liturgique, The Book of Common Praier noted sorti en 1550 par le compositeur John Merbecke, contenait la version en anglais .
En traduction, l'utilisent l'église luthérienne et l'église méthodiste unie aussi, qui n'acceptent plus le dogme de la transsubstantiation.

## D'autres rites de l'église d'Occident
Il existait, avant que le rite romain selon le sacramentarium Gregorianum Hadrianum ne remplace d'autres liturgies catholiques, plusieurs rites auprès de l'église d'Occident qui aussi employaient, avec une diversité, la formule Sursum corda.
Le rite irlandais, disparu après la promotion du pape Grégoire le Grand († 604) pour la règle de saint Benoît, n'employait pas, exceptionnellement, le formulaire Sursum corda. S'il reste peu de manuscrit, le missel de Bobbio est un exemplaire rare qui ne contient pas ce formulaire,. Le rite de Sarum, établi à la suite de l'arrivée de Guillaume le Conquérant en 1066, faisait pratiquer Sursum corda. Ce rite était issu d'un mélange entre le rite de Rouen et la liturgie locale britannique.
En ce qui concerne le rite gallican, on ignore ce qui était en usage dans les premiers siècles. Or, sa messe solennelle du VIIe siècle, qui était célébrée avant que le Gregorianum Hadrianum ne la remplace officiellement, utilisait le Sursum corda comme prière eucharistique, sans doute sous influence du sacramentaire gélasien,.
Le rite mozarabe était un cas particulier. Au sein de ce rite, la Illacio qui signifie conclusion (de la première partie de la messe) aussi contenait Sursum corda. Or, son texte n'était pas identique :
Introibo ad altare Dei. R/ Ad Deum qui lætificat iuventutem meam.

Aures ad Dominum. R/ Habemus ad Dominum.

Sursum corda. R/ Levemus ad Dominum.

Deo ac Domino nostro Jesu Christo Filio Dei, qui est in cælis dignas laudes dignasque gratias referamus. R/ Dignum et iustum est.
Puis, le célébrant commençait la préface mozarabe : Dignum et iustum est, nos tibi gratias agere... Il est à remarquer que le répons Levemus ad Dominum, texte différent de celui du rite romain, serait toutefois issu du même Livre des Lamentations III, 41 (voir Trois membres dans le formulaire Sursum corda).
L'usage se trouve également dans le rite ambrosien. Ainsi, le missel édité et publié en 1712 sous le cardinal-archevêque Giuseppe Archinto présentait sa notation de laquelle le texte est identique à celui du rite romain . Il est vraisemblable que l'adoption était très ancienne, étant donné que non seulement saint Augustin d'Hippone laissa son commentaire sur ce formulaire mais aussi mentionnait le formulaire dans un sermon.
Ces usages furent finalement remplacés, hormis quelques liturgies locales, par la formule du rite romain. À la suite de la réforme liturgique inaugurée par le pape Pie X au début du XXe siècle, tous les privilèges pour ces liturgies locales furent supprimés, en faveur de l'Édition Vaticane d'après le texte du rite romain (sacramentarium Gregorianum Hadrianum) et la mélodie grégorienne. Durant soixante ans environ, la version latine de Rome était exécutée auprès de toutes les églises catholiques dans le monde entier.

## Rite byzantin
- Prêtre : La grâce de Notre-Seigneur Jésus-Christ, l'amour de Dieu et l'unité dans le Saint-Esprit soit avec vous
- Chœur : Et avec votre esprit
- Prêtre : Élevons notre cœur
- Chœur : Nous nous tournons vers le Seigneur
- Prêtre (tourné vers la sainte table) : Rendons grâce au Seigneur
- Chœur : Il est juste et bon de rendre grâce le Père, le Fils et le Saint-Esprit, Trinité consubstantielle et indivisible

Cette forme est utilisée dans les Églises orthodoxes et catholiques orientales dans la liturgie de saint Jacques, la liturgie de saint Basile et la liturgie de saint Jean Chrysostome.
En effet, la formule se trouve dans les Constitutions apostoliques, livre VIII, chapitre 13, avec trois fois de Sanctus. Il est vraisemblable que la rédaction de ce recueil fut effectuée vers 380 à Antioche. Dans cette région, l'usage devint donc officiel.
Les études trouvèrent surtout le texte semblable dans l'anaphore de Addaï et Mari, pratiqué à l'église d'Édesse. Les spécialistes s'étonnèrent qu'il n'eût pas eu de lien avec la Traditio apostlica utilisée à Rome, quoique l'usage fût constaté dans le même IIIe siècle. Encore faut-il que les études soient approfondies sur son origine.

## Partition et interprétation
Traditionnellement, il existe deux versions dans le répertoire grégorien, Tonus simplex (version simple) et Tonus sollemnis (version solennelle) :
[partition en ligne] (partitions à droite).
Par ailleurs, la mélodie de Sursum corda conserve effectivement la caractéristique authentique du chant grégorien : 

## Devise
Sursum corda (dans ce cas on écrit aussi Sursum Corda) est une devise (ou un cri héraldique) partagée par : 
- La famille de Laage (famille noble française).
- Le 40e régiment d’artillerie de l’armée française.
- Le Collège Saint-Joseph de Darjeeling (Inde) .
- L’Établissement Gerson, un lycée privé à Paris .
- Sursum corda est également la devise épiscopale de :
  - Antoine-Charles Cousseau (1805-1875), évêque d’Angoulême (1850-1873).
  - Stanisław Dziwisz (Stanislas en français) (né en 1939), cardinal-archevêque de Cracovie.
  - Édouard Hautcœur (né à Bruay (Nord) le 14 décembre 1830)[20] : le jeu de mots sur le nom de famille Hautcœur est de l’ordre de l’évidence, la traduction la plus proche de Sursum corda étant « Haut les cœurs ». Nommé prélat de Sa Sainteté en 1876 il a été le fondateur et le recteur de l’Université catholique de Lille[20].
  - Steven J. Raica (en) (né en 1952), évêque du diocèse de Gaylord (Michigan, États-Unis).
  - Matthieu Rougé (né en 1966), évêque de Nanterre depuis 2018.
  - Charles-François Turinaz (1838-1918), évêque de Tarentaise de 1873 à 1882, puis évêque de Nancy-Toul de 1882 à 1918.

## Mise en musique
- Franz Liszt (1811 - † 1886) : Ce compositeur catholique adopta Sursum corda en faveur de la septième et dernière œuvre dans le troisième livre des Années de pèlerinages.
- Edward Elgar (1857 - † 1934) : Son œuvre Sursum corda, op. 11, est une pièce pour orchestre et orgue, en usage de l'Élévation dans la messe et composée en 1894[21].